# (3037) Alku
(3037) Alku ist ein Asteroid des Hauptgürtels, der am 17. Januar 1944 von dem finnischen Astronomen Yrjö Väisälä in Turku entdeckt wurde.
Der Asteroid trägt den Namen des Bootes des Entdeckers.